# Port lotniczy Namtu
Port lotniczy Namtu (IATA: NMT, ICAO: VYNT) – port lotniczy położony w Namtu, w stanie Szan, w Birmie.